# Eremedaille ter Gelegenheid van het 40e Regeringsjubileum van Pakoe Boewono X Soesoehoenan van Soerakarta

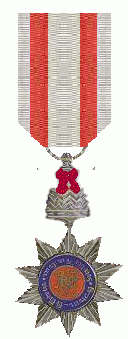
De eremedaille in Zilver aan het voorgeschreven lint

De Eremedaille ter Gelegenheid van het 40e Regeringsjubileum van Pakoe Boewono X Soesoehoenan van Soerakarta werd op 21 januari 1936 door deze Javaanse vorst, in naam een vazal van de koloniale overheid in Nederlands-Indië, ingesteld. Soesoehoenan Pakoeboewono X van Soerakarta regeerde van 1896 tot 1939.
De eremedaille is een "bintang" of ster zoals die in Nederlands-Indië meer op prijs werd gesteld dan een klassieke medaille. De zilveren ster heeft zestig stralen en tien punten. In het midden is binnen een blauwe ring met de woorden "Tanggal 12 Ramelan Tahun JE, 1822-1862" in gouden Javaanse letters een rond rood geëmailleerd medaillon met het monogram van de vorst aangebracht. Als verhoging dient een zilveren keizerlijke kroon met een rood geëmailleerde voering. De medaille werd door de Koninklijke Begeer in Voorschoten gefabriceerd. Het jubileum van de soesoehoenan werd op 21 januari 1932 met veel pracht en praal gevierd. In 1929 was er al een Jubileummedaille van Soesoehoenan Prabhu Sri Paku Buwana X bij zijn 25-jarig ambtsjubileum ingesteld.
Er zijn drie graden van de Eremedaille uitgereikt:
- Eerste Klasse in Goud. Deze ster heeft gouden stralen en de edelstenen op de kroon zijn rood, blauw en groen geëmailleerd.
- Tweede Klasse in Zilver. Deze ster heeft zilveren stralen. Er zijn exemplaren met en zonder geëmailleerde details op de kroon bekend.
- Derde Klasse in Brons.

De medaille mocht door Nederlanders worden aangenomen en zij werd ook gedragen, al komt zij niet voor op de officieel vastgestelde draagvolgorde van de Nederlandse onderscheidingen. Onder de dragers waren luitenant-generaal H.A. Cramer, generaal-majoor M. Braun en kolonel Jan Kemmerling.